# Robert Dundas il Giovane
Robert Dundas, Lord Arniston, il Giovane, FRSE (Edimburgo, 18 luglio 1713 – Edimburgo, 13 dicembre 1787), è stato un giurista scozzese.
Primogenito di Robert Dundas il Vecchio (1685 - 1753), frequentò inizialmente l'Università di Edimburgo, passando in seguito all'Università di Utrecht, dove studiò Diritto Romano.
Dundas fu Solicitor General di Scozia dal 1742 al 1746 e Lord Advocate dal 1754 al 1760. Fu deputato del collegio del Midlothian dal 1754. Fu Lord President of the Court of Session (capo del potere giudiziario in Scozia) dal 1760 al 1787, perdendo popolarità per aver votato contro Archibald (Stewart) Douglas nel caso riguardante la sua carica di Lord.